# William Hayden English
William Hayden English (né à Lexington (Indiana), le 27 août 1822 - mort à Indianapolis le 7 février 1896) est un homme politique américain, membre du Parti démocrate.

## Biographie
William Hayden English est admis au barreau de Lexington en 1846, après avoir été greffier (clerk) principal de la Chambre des représentants de l'Indiana (1843) et greffier au département du Trésor des États-Unis, à Washington (1844-48). Secrétaire de la convention constitutionnelle de l'Indiana en 1850, il est membre de la Chambre des représentants de cet État (1851-52).
En 1853, il est élu membre de la Chambre des représentants des États-Unis, poste qu'il occupe jusqu'en 1861. Après avoir voté en faveur de l'acte Kansas-Nebraska (1854), English est le rapporteur de l'English Bill (1858), par lequel le Congrès propose au territoire du Kansas de lui céder une vaste superficie de terres domaniales en échange de l'adoption du projet pro-esclavagiste de Constitution rédigé à Lecompton. Mais cette offre est repoussée.
Pour sa part, English estime que chaque État ou territoire devait être libre d'autoriser ou non l'esclavage. D'abord proche du sénateur Jesse Bright, connu pour ses opinions pro-sudistes, il entre cependant en conflit avec ses collègues sudistes et reste fidèle à l'Union lors de la guerre de Sécession.
Dans la perspective de l'élection présidentielle américaine de 1880, il est choisi en tant que candidat à la vice-présidence sur le "ticket" démocrate mené par Winfield Scott Hancock.
English est membre de la Société des Fils de la Révolution américaine.